# Kele (B.20) jezici
Kele (B.20) jezici, podskupina nigersko-kongoanskih jezika iz Gabona i Ekvatorijalne Gvineje i susjednog Konga. Obuhvaća (10) jezika koji pripadaju široj sjeverozapadnoj bantu skupini u zoni B.
Predstavnici su: kélé [keb], 9.230 (2000); kota [koq], ukupno 43.460; mahongwe [mhb], 	1.000 (2000 B. Connell); mbangwe [zmn], ukupno 5.200; ndasa [nda], ukupno 6.990; ngom [nra], ukupno 12.770; sake [sak], 1.000 (2000 B. Connell); seki [syi], ovaj jezik je iz Ekvatorijalne Gvineje, a govori se i u Gabonu, ukupno 14.690; sighu ili .ississiou [sxe] 1.000 (1990 CMA), wumbvu [wum], 18.300 (2000);

## Vanjske poveznice
- Ethnologue (14th)
- Ethnologue (15th)